# Biologija u 1993.
◄◄ | ◄ | 1990. | 1991. | 1992. | 1993.  | 1994. | 1995. | 1996. | ► | ►►
Arhitektura • Astronautika • Astronomija • Biologija • Film • Fotografija • Glazba • Kazalište • Kemija • Kiparstvo • Knjige • Književnost • Kršćanstvo • Meteorologija • Medicina • Planinarstvo • Politika • Pravo • Promet • Slikarstvo • Strip • Šport • Televizija • Znanost • Zrakoplovstvo • Željeznički promet
Biologija u 1993.

## Svijet

### Smrti
- 1. studenoga − Severo Ochoa, španjolsko-američki biokemičar (* 1905.)

## Vanjske poveznice
|  | Zajednički poslužitelj ima još gradiva o temi Biologija |